# Сегиз-Сери
Сегиз-Сери (каз. Сегіз-Сері, 1818 — 1854; настоящее имя Мухаммедканапия Бахрамулы Шакшаков) — казахский певец, акын и композитор. Потомок Кожабергена-жырау, автора известной песни «Елимай». 

## Биография
Мухаммедканапия родился в 1818 году, на территории нынешнего Жамбылского района Северо-Казахстанской области. Происходит из рода Ашамайлы Керей. Его отец Бахрам был религиозным и образованным человеком. Он сам обучал сына стрелять из ружья и лука, скакать на лошади, пользоваться копьем, саблей и различным приемам борьбы.
Имя «Сегиз» («Восемь») ему дали родственники. Потому что когда ему было 8 лет, он смог застрелить бегущего сайгака. А со временем, к этому имени добавили «Сери», так как с 13 лет, он начал петь песни и играть на домбре.
Когда Сегизу исполнилось 17 лет, старший султан Чингиз Валиханов пригласил его в свой аул, на день рождения своего сына (будущего историка Чокана Валиханова). Султан восхищался мастерством Сегиза, поэтому назвал своего новорожденного сына Мухамедканапией, чтобы он рос таким же талантливым, как Сегиз.
Русское правительство Омска, хотело, чтобы Сегиз выступил посредником в переговорах с влиятельными судьями и главами казахских родов. Понимая, что они хотели овладеть плодородными землями, Сегиз поначалу выразил недовольство в устной форме, но так как это не помогло, собрав людей, он решил выступить против колонизаторов. Сегиз хорошо знал военное дело, благодаря чему, одержал ряд побед. Но противник оказался сильнее. В итоге царская власть дала приказ поймать мятежника и сослать его в Сибирь. Сегиз вместе с другом Ниязом, вынужденно перебирается на юг, в сторону Сырдарьи.
На новом месте, Сегиз начал раскрывать свои творческие способности в полную силу, написав множество стихов и песен. В то время в этих краях, вооруженные разбойники из Хивы и Бухары занимались грабежом скота у мирных жителей. Сегиз, будучи известным своими военными действиями, организовывает против них отряд, и неоднократно дает им отпор.
Тем не менее Сегиз, и за преследования царских властей, пробыл в этих краях не долго. Вместе со своими людьми, он отправился в западную часть Казахстана. Здесь на берегу Яика народ был не доволен политикой, осуществляемой царем и ханами. Начиналось восстание. Прибыв на место, Сегиз быстро вписался в их общество, помогая восставшим людям военными советами. Спустя некоторое время, он перебирается на Кавказ. Там он принимает участие в восстании Шамиля. Находясь в бегах, он посетил Иран и Афганистан. А спустя 4 года вернулся к берегам Сырдарьи. Все это он написал в дастане «Қашқын келбеті» («Облик беглеца»).
По прибытии в Ак-мечеть, он начал устанавливать отношения с волостными судьями и старшими султанами. Позже с их помощью, ему удалось получить прощение от Омского генерал-губернаторства, и вернутся в родные края. Вскоре поэт женился на девушке по имени Ырысбике. У них родились дети, он стал семьянином. В этот период он получает известность как композитор, поэт, музыкант и любитель веселья. В свои юные годы, не менее известные личности как Жаяу Муса, Биржан-сал, Нуржан Наушабаев, Ибрай Алтынсарин, Укили Ибрай получили напутствие от Сегиз-Жырау и заимствовали его искусство. Благодаря этим людям, народ узнал о творчестве Сегиз-Сери. Так один из его учеников сказал:
Я сам познакомил людей с 55 песнями Сегиза. В разных местах я сыграл 45 кюев Сегиза
Многие песни Сегиза стали народными. Большая часть приписывалась тем людям, которые их распространяли.
К примеру его поэмы и дастаны — «Кыз Жiбек», «Айман-Шолпан», «Ер Tapгын», «Козы Корпеш-Баян Сулу», «Камбар-батыр» были исполнены Жусупбеком Шайхисламулы, когда он разьезжал по Сары-арке. Шайхисламулы опубликовал их в Казани под своим именем.
В фонде древних рукописей Академии наук хранятся такие труды: «Акбулак», «Кашкын келбетi», «Ер Исатай», «Акылсыз Шахзада», «Жорык».
Участие в военных походах повлияло на его здоровье. Акын умер от воспаления легких, когда ему было 36 лет. Биржан-Сал, Жаяу Муса, Нияз-Сери и другие посвятили ему песни и дастаны.